# Partido de Moreno
Partido de Moreno är en kommun i Argentina.   Den ligger i provinsen Buenos Aires, i den centrala delen av landet, 40 km väster om huvudstaden Buenos Aires. Antalet invånare är 462 242. Arean är 186 kvadratkilometer.
Terrängen i Partido de Moreno är mycket platt.
Runt Partido de Moreno är det i huvudsak tätbebyggt. Runt Partido de Moreno är det mycket tätbefolkat, med 3 369 invånare per kvadratkilometer.